# Gulf View
Gulf View es una localidad de Trinidad y Tobago, que forma parte de la ciudad de San Fernando.

## Geografía
La localidad abarca parte de la isla Trinidad y limita al norte con Embacadere y Les Efforts West, al sur con Duncan Village y La Romaine (ambas localidades pertenecientes a la región de Penal-Debe), al este con Green Acres y al oeste con el golfo de Paria.

## Demografía
Datos demográficos de la localidad de Gulf View:
| Gráfica de evolución demográfica de Gulf View entre 2000 y 2011 |
|                                                                 |